# Chen Hengzhe
Chen Hengzhe (chinês simplificado: 陈衡哲; chinês tradicional:  陳衡哲; pinyin: Chén Héngzhé; wade-giles: Ch'en Heng-che; 12 de julho de 1890 – 1976), pseudônimo Sophia H. Z. Chen (chinês: 莎菲; pinyin: Shāfēi)), foi uma escritora pioneira na literatura vernácula chinesa moderna, uma líder do Movimento da nova cultura e a primeira professora em uma universidade chinesa.  Chen é conhecida por ter como objetivo educar o povo chinês, incorporando valores da cultura ocidental e da cultura chinesa, produzindo muitas obras que refletem esses valores.

## Vida e educação

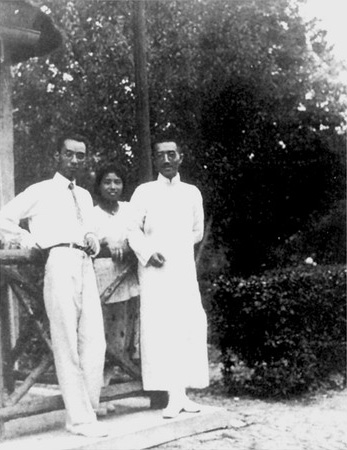
Da esquerda para a direita, HC Zen, Chen e Hu Shih, agosto de 1920, em Nanquim

Embora a família de Chen fosse da província Hunan, ela nasceu em Wujin, na província de Jiangsu. Seus pais encorajaram-na a seguir a extensa tradição educacional da sua família. De todo modo, quando ela desafiou a escolha de seu pai para seu marido, sua tia paterna acolheu-a, ensinou-a, e encontrou-lha uma posição de professora.
Em 1911, ela foi estudar em Xangai, onde aprendeu inglês. A Universidade Tsinghua organizou exames em Xangai para enviar estudantes para o exterior para estudar sob o programa de indenização boxer. Apesar da inicial relutância do governo chinês em enviar mulheres para o exterior, ela de forma bem-sucedida passou nos exames em 1914 juntamente de outras dez mulheres, entrando na Vassar College para obter seu bacharelado em história e sua filiação na Phi Beta Kappa. Isso abriu o caminho para que futuras mulheres chinesas fossem aceitas também. Ela foi para a Universidade de Chicago para seu mestrado em história.
Em uma visita à Universidade Cornell em 1916, ela encontrou-se com. Hu Shih, que estava estudando filosofia, e seu futuro marido H. C. Zen (Rei Hongjun), que estava estudando química. Retornando à China em 1920, ela ensinou história ocidental na Universidade de Pequim. Chen casou-se com Rei Hongjun em 27 de setembro de 1920. Ela e seu marido tiveram três filhos, um menino e duas meninas. A filha mais velha, E-tu Zen Sun, recebeu um PhD na Universidade de Harvard com John K. Fairbank e publicou vastamente.

### Papel no Movimento da Nova Cultura e carreira tardia
A viagem à Cornell em 1916 para conhecer seu futuro marido e Hu Shih foi um ponto de ignição para ela. Quando o grupo de amigos viu-se encharcado por um repentino temporal enquanto remavam no lago Cayuga, Rei compôs um longo poema em chinês clássico, o qual Hu criticou por usar "frases mortas de três mil anos atrás" para um evento tão do dia a dia. Chen e Hu tomaram parte em uma "grande guerra penas" no uso de chinês clássico. o Conto "One day" ou "Um dia"de Chen, baseado na vida universitária em Vassar, foi publicado no Trimestral dos alunos chineses, e é conhecido como o primeiro conto chinês vernacular moderno. "Um dia" apresenta o uso de realismo e diálogo moderno, o que ela descreveu como "sincero e fiel" comparado às obras ficcionais prévias com muitos detalhes.
Hu, um líder nos acalorados debates sobre estabelecer a nova literatura chinesa, escreveu o seguinte na coleção dela de 1928, intitulada Gotas de chuva:
Em julho e agosto de 1916, eu tive as mais acaloradas discussões sobre literatura com Mei Renzhu [(梅光迪)Mei Guangdi]. Ela não participaria dessa guerra de pena e tinta. Mas ela simpatizou com minhas ideias e deu-me encorajamento. Ela foi minha primeira camarada.
Quando estávamos discutindo a nova literatura, Sophia já estava escrevendo em chinês vernacular. “Um dia” foi o primeiro trabalho durante aquelas discussões preliminares sobre a revolução literária. "Gotas de chuva" [Raindrops] também foi o primeiro trabalho criativo durante o período da " Nova Juventude (Xin Qingnian) ". Depois de 1917, Sophia escreveu muitos poemas vernlares. Deveríamos pensar nas condições da época em consideração à nova literatura, pensar em quando Lu Xun publicou seu “ Diário de um Louco ”, pensar em como poucos escritores usavam vernacular. Nós podemos então entender o lugar apropriado na história do nosso novo movimento literário por estes contos da Sophia." 

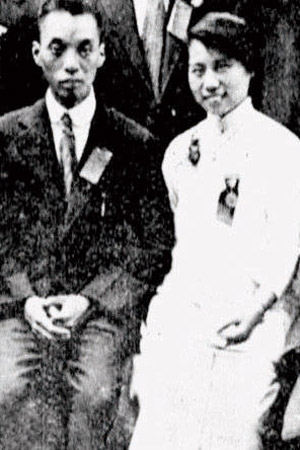
H. C. Zen e Chen Hengzhe

Retornando à China em 1920, ela ensinou história ocidental na Universidade de Pequim. Depois de casar-se com Ren Hongjun em 1920, ela trabalhou por um tempo na Imprensa Comercial. Durante esse tempo, ela publicou ensaios em cruciais revistas da nova cultura e o primeiro livro didático de história ocidental. Ela publicou artigos na New Youth, Eastern Miscellany e Fiction Monthly, muitos deles relacionados à tornar-se uma "nova mulher". Em 1924, Chen publicou o primeiro de uma série de dois volumes de "História do ocidente" e o segundo em 1926. O enfoque dela com essa série era ajudar a China a tornar-se globalizada e ser reconhecida fora do país. Em 1930, ela publicou "Curta história do renascimento europeu." Essas publicações deram aos leitores informações sobre a sociedade ocidental que estava sendo introduzida na China. Em 1932, ela era uma de oito fundadores, juntamente de Hu, da revista de comentário literário e político, Duli Pinglun (Crítica independente), que publicava artigos de orientação liberal ocidental.
Quando o marido dela tornou-se o presidente da Universidade de Sujuão em 1935, ela lecionou brevemente. Mas seus ensaios críticos na Duli Pinglun sobre o Sujuão fizeram-na indesejada, e ela retornou para Pequim, apenas para fugir do começo da guerra em 1937 para Xangai, então Hong Kong Kunming, e eventualmente Xunquim, a capital do tempo de guerra. Em 1936, ela escreveu sua "Autobiografia de uma jovem menina," onde ela destaca os eventos de sua infância. Ela expressa suas lutas na infância e escreve para mostrar aos outros como tomar o controle de suas próprias vidas. Similarmente com "História do ocidente" e "Curta história do renascimento europeu", seus leitores poderiam entender mais sobre os chineses e suas tradições ao lerem sua autobiografia. Ela desiludiu-se com o governo nacionalista, e ela e seu marido permaneceram em Xangai depois da vitória comunista me 1949. Seu marido morreu em 1961, e ela, depois de muito abuso da cultura revolucionária, morreu em Xangai em 1976.

## Publicações representativas
- "Um dia" 一日, 1917 traduzido em Dooling, A. D., e KM Torgeson, eds. Escrevendo mulheres na China moderna: Uma antologia de literatura por mulheres chinesas do Início do Século XX . Imprensa da Universidade de Columbia, 1998. págs. 90-99
- "Gotas de chuva" 小雨点 um conto, 1917, em " Nova juventude (Xin Qingnian) "
- "Questão de Rogers" 洛绮丝的问题
- "Gotas de chuva" 小雨点 uma coleção, 1928, editora Xinyue 新月
- --, ed. Simpósio de Cultura Chinesa . Xangai, China: Instituto Chinês de Relações do Pacífico, 1932.
- "A mulher chinesa e outros ensaios." (Peiping, 1933 Google Livros .
- "Uma História do Renascimento" 《文艺复兴史》
- "História Ocidental" 《西洋史》, Editora de Imprensa Comercial
- "Autobiografia de uma mulher chinesa" 《一个中国女人的自传》
- "Ensaios de Sophia" 《衡哲散文集》
- "Breve história do Renascimento Europeu"《欧洲文艺复兴小史》, 1930, Imprensa Comercial de Xangai [3]

- Schwarcz, Vera. O Iluminismo Chinês: Intelectuais e o legado do Movimento de Quatro de Maio de 1919. Berkeley: Imprensa da Universidade de California, 1986.
- "Ch'en Heng-che", em Howard L. Boorman, ed. , Dicionário Biográfico da China Republicana. (Nova York: Imprensa da Universidade de Columbia, 1967). Vol I, pp. 184-187
- Feng, Liping (abril de 1996). "Democracia e Elitismo: O Ideal da Literatura de Quatro de Maio". China moderna (Sage Publications, Inc.) 22 (2): 170–196. ISSN 0097-7004 . JSTOR 189342 .
- HD Min-hsi Chan, Qi Wenying, “ Chen Hengzhe ”, em Lily Xiao Hong Lee, ed. , Dicionário biográfico de mulheres chinesas. Vol II "O Período Republicano" (Armonk, NY: ME Sharpe, Publicações de Bibliotecas da Universidade de Hong Kong, 1998) pp. 58–61.

- Chen Hengzhe 陈衡哲 (texto em chinês) Wikipedia em chinês zh:陈衡哲
- Ren, Hongjun, Chen Hengzhe, 任鸿隽陈衡哲家书Ren Hongjun Chen Hengzhe Jia Shu (As cartas de Ren Hongjun e Chen Hengzhe). Pequim: Shang wu yin shu guan, 2007.
- Chen Hengzhe, Feng Jin, ed. , Chen Hengzhe Zao Nian Zi Zhuan (meus primeiros anos). Hefei: Anhui jiaoyu chubanshe 2006.
- "Minha busca pela educação na infância: em memória de meu tio, Chuang Ssu-chien", em Ng, J. e J. Wickeri. Mulheres escritoras de quatro de maio: Memórias . (Hong Kong: Universidade Chinesa de Hong Kong - Centro de Pesquisa em Tradução, 1996.
- "Influencia da cultura estrangeira na mulher chinesa", em A mulher chinesa e quatro outros ensaios (1934), reimpresso em Li, Yuning, ed. , Mulheres chinesas através dos olhos chineses (Armonk, NY: ME Sharpe, 1992), pp. 59–71.